# گریدن اسکوئر
گریدن اسکووئر (به انگلیسی: Greydon Square) (زاده ۲۸ سپتامبر ۱۹۸۱ با نام اصلی ادی کالینز) یک رپر آمریکایی است. او سرباز سابق در جنگ عراق بوده، و یک بی‌خدای صریح است که به ترویج، بحث و گفتگو دربارهٔ مسائل فلسفی می‌پردازد. او در زمینه فیزیک تحصیل کرده و سپس به تحصیل در علوم کامپیوتر پرداخته‌است.